# 台八嶋
台 八嶋 （うてな の やしま、生没年不詳）は、飛鳥時代の貴族。姓は忌寸。官位は従五位下・鋳銭司。

## 出自
台氏（台忌寸）は後漢の孝献帝の子である白竜王の後裔とされる漢系渡来氏族。氏の呼称である台（うてな）は、四方を観望するための土壇または高殿を指す言葉で、台の建造を職掌とした一族か。元の姓は直であったが、河内漢氏（西漢氏）が八色の姓の制定を通じて連次いで忌寸に改姓しており、台氏も併せてに改姓した可能性がある。

## 経歴
持統天皇8年（694年）大宅麻呂・黄文本実とともに鋳銭司に任ぜられる（この時の冠位は勤大弐）。
文武朝の大宝4年（704年）従五位下に叙爵する。この時に同じく従五位下に昇った官人に穂積山守・巨勢久須比・佐伯垂麻呂・采女枚夫・太安万侶・阿倍首名・田口益人・笠麻呂・石上豊庭・大伴道足・佐太老・漆部道麻呂・米多北助・多治比三宅麻呂らがいる。

## 官歴
『六国史』による。
- 時期不詳：勤大弐
- 持統天皇8年（694年）3月2日：鋳銭司
- 時期不詳：正六位上
- 大宝4年（704年）正月7日：従五位下